# جوي جيديش
جوي جيديش (مواليد 17 أبريل 2002) هو لاعب كرة قدم برتغالي يلعب في مركز خط الوسط في نادي ألميريا.

## روابط خارجية
- جوي جيديش على موقع قاعدة بيانات كرة القدم.إي يو (الإنجليزية)
- جوي جيديش على موقع Soccerway.com (الإنجليزية)
- جوي جيديش على موقع عالم كرة القدم.نت (الإنجليزية)